# Auður Auðuns
Auður Auðuns (* 18. Februar 1911 in Ísafjörður; † 19. Oktober 1999 in Reykjavík) war eine isländische Rechtsanwältin und Politikerin (Unabhängigkeitspartei).

## Leben
Auður Auðuns’ Eltern waren der Althingabgeordnete Jón Auðunn Jónsson und Margrét Guðrún Jónsdóttir. Nach ihrem Abitur am Gymnasium Menntaskólinn í Reykjavík im Jahre 1929 begann sie ihr Rechtsstudium an der Universität Island, das sie 1935 als erste Frau in Island abschloss. Ein Jahr später heiratete sie den Richter Hermann Jónsson vom obersten Gericht Islands, mit dem sie zusammen vier Kinder hatte.
Auður Auðuns war vom 19. November 1959 bis zum 5. Oktober 1960 gemeinsam mit Geir Hallgrímsson Bürgermeisterin von Reykjavík, ebenfalls als erste Frau. Sie war auch die erste Frau in Island, die das Amt eines Ministers (isl. ráðherra) innehatte, als sie vom 10. Oktober 1970 bis in den Sommer 1971 Justizministerin war. Von 1959 bis 1974 war sie Abgeordnete des Althing für den damaligen Wahlkreis Reykjavík. 1975 war Auður Auðuns Vorsitzende der isländischen Delegation bei der UN-Frauenkonferenz in Mexiko-Stadt.
Am 18. August 1961 wurde ihr der isländische Falkenorden (Stórriddarakross, Kommandeur) verliehen.